# Максиміліан Бірхер-Беннер

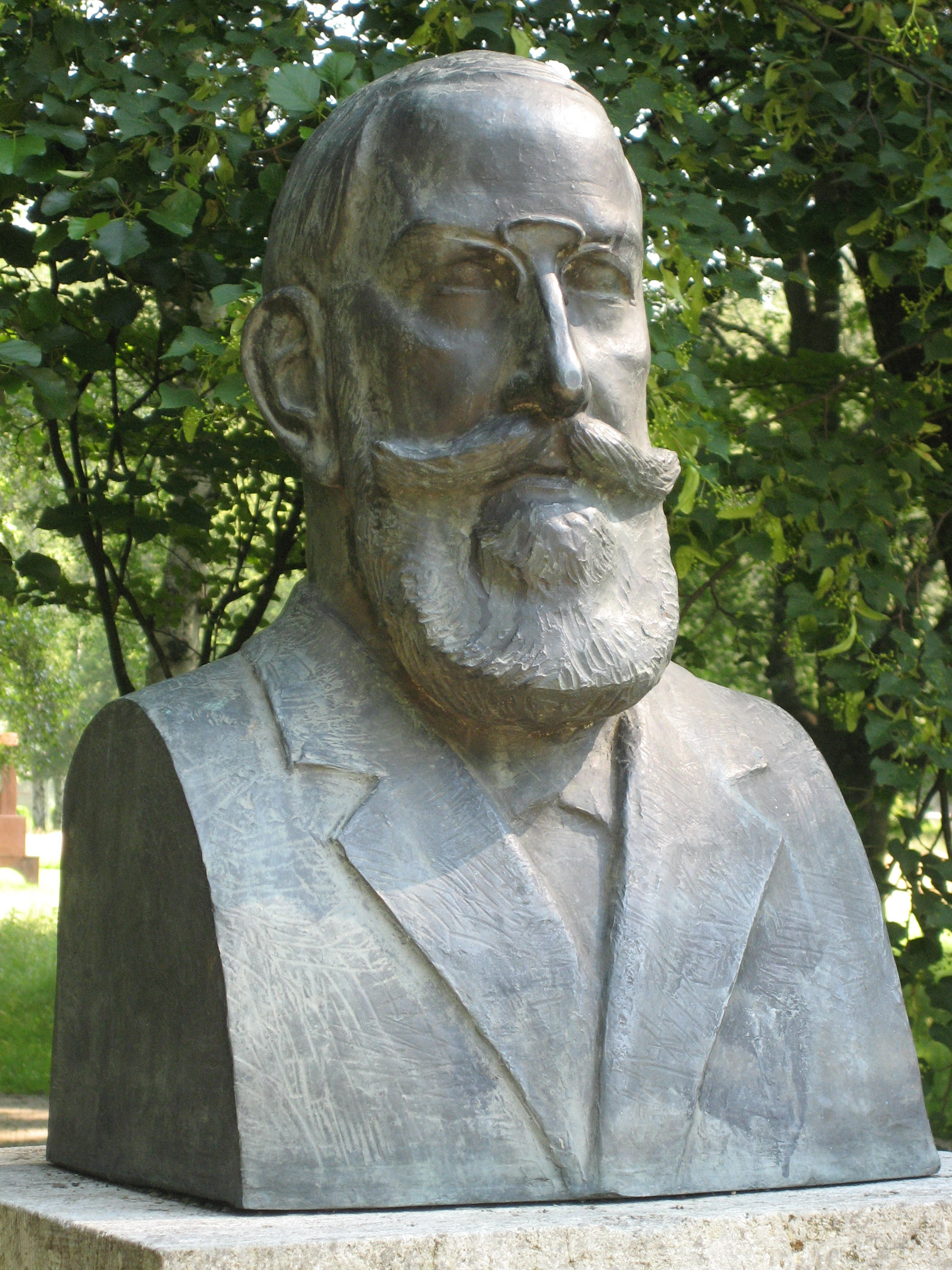
Бюст Максиміліан Бірхер-Беннер у Бад-Хомбургу, Німеччина (скульптор Георг Крамер, 1965).

Максиміліан Оскар Бірхер-Беннер (нім. Maximilian Oskar Bircher-Benner; 22 серпня 1867, Аарау — 24 січня 1939, Цюрих) — швейцарський лікар і піонер в дієтологічних дослідженнях.

## Біографія
Максиміліан Оскар Бірхер-Беннер народився 22 серпня 1867 році у швейцарському місті Аарау. Батьки — Генріх Бірхер та Берта Крюсі (Heinrich Bircher and Berta Krüsi). Навчатися пішов до університету Цюриха. В університеті вивчав медицину; пізніше відкрив власну лікарню. У перший рік після відкриття лікарні Бірхер-Беннер захворів на жовтянку. Він стверджував, що вилікувався завдяки тому, що їв сирі яблука. Після цього він почав експериментувати із сирими продуктами. Вивчаючи оздоровчий вплив сирої їжі на організм, він винайшов мюслі, страву із сирих 
вівса, фруктів та горіхів.

## Санаторій натурального лікування
У власному санаторії в Цюриху, він використовував збалансовану дієту, яка складалася з овочів та фруктів, як засіб зцілення пацієнтів, на відміну від пануючих на кінець 19-го століття переконань.
Найвідомішим його винаходом є мюслі, хоча його винахід значно відрізняється від того, що сьогодні відоме як мюслі, а також у Швейцарії, зокрема, як мюслі Бірхера.
Бірхер-Беннер змінив звички харчування в кінці 19 століття. Замість того, щоб споживати багато м'яса і білого хліба, він вважав, що потрібно їсти фрукти, овочі та горіхи. Його ідеї включали не тільки правильне харчування, але і спартанську дисципліну. У його санаторії у Цюриху пацієнти повинні були виконувати чернечий розпорядок дня, включаючи ранні години засипання (21.00), фізичні вправи та активну роботу у саду. Його теорія була заснована на гармонії між людиною і природою. Деякі з його ідей походять із спостережень за повсякденним життям пастухів в Швейцарських Альпах, які вели простий та здоровий спосіб життя.
В кінці 20-го століття, після закриття санаторію, він був перепрофільований на короткий час на студентський гуртожиток. Пізніше він був придбаний Zurich Financial Services, і названий Центром розвитку Цюриху. Центр використовується для різноманітних тренінгів, а також там  знаходиться велика приватна колекція творів мистецтва.
Паралельно з Бірхер-Беннером у Європі, Джон Харві Келлог працював у США над іншою аналогічною теорією здорового харчування.